# Muuratsalo
Muuratsalo är en stor ö i norra delen av Päijänne i Finland. Den ligger i sjön Päijänne och i kommunerna Jyväskylä och Muurame och landskapet Mellersta Finland, i den södra delen av landet, 220 km norr om huvudstaden Helsingfors. Öns area är 9,6 kvadratkilometer och dess största längd är 5,6 kilometer i nord-sydlig riktning. I omgivningarna runt Muuratsalo växer i huvudsak blandskog.